# Virna Lisi
Virna Pieralisi, mais conhecida como Virna Lisi (Jesi, 8 de novembro de 1936 - Roma, 18 de dezembro de 2014) foi uma atriz italiana.
Em 1994, ela recebeu o prêmio de Melhor Atriz no Festival de Cannes e o Prêmio César por seu trabalho em A Rainha Margot.
Virna Lisi morreu "tranquilamente, durante o sono", em dezembro de 2014, um mês depois de receber o diagnóstico de uma doença incurável — revelou o filho Corrado, que divulgou a notícia da morte da mãe.